# Vente à emporter

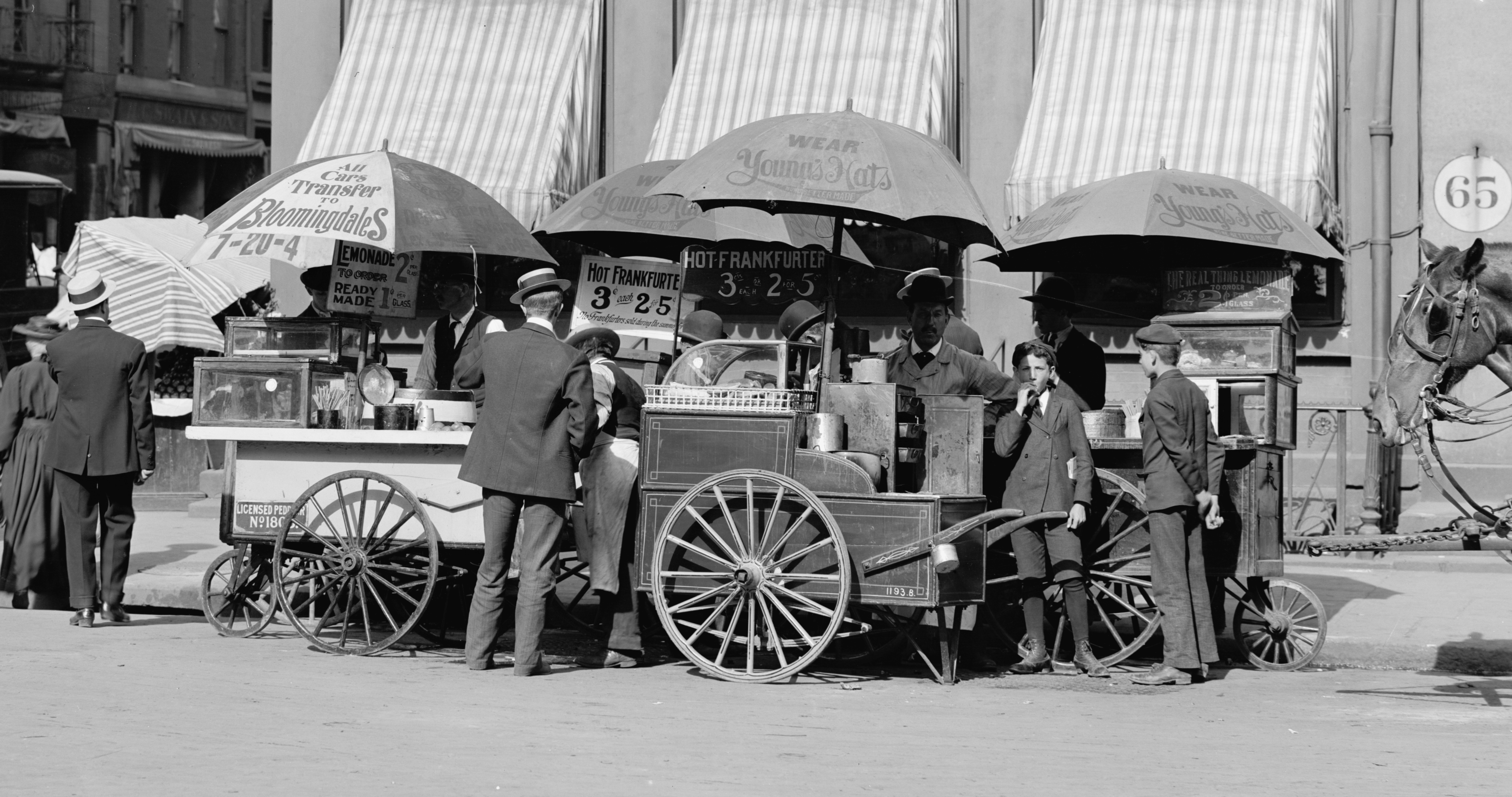
Vente à emporter à New York vers 1906.

La vente à emporter (ou vente à l'emporter) est un type de vente dans lequel le client doit retirer ses marchandises immédiatement après les avoir achetées dans le point de vente, et par ses propres moyens.

## Description
La vente à emporter s'applique plus particulièrement à la restauration, notamment rapide. Elle s'oppose à la consommation sur place et à la livraison à domicile, bien que certains établissements combinent un guichet de vente à emporter avec une salle destinée à la consommation sur place et/ou un service de livraison à domicile. La vente à emporter est par ailleurs généralement moins chère que les deux autres types de vente, d'une part parce qu'elle engendre moins de frais, mais aussi parce que certaines législations appliquent des taux de taxe sur la valeur ajoutée plus faibles que pour le reste de la restauration (en Union européenne. C'est notamment le cas de l'Allemagne, de la Belgique, de la Finlande, de la France, de la République tchèque et de la Suède).

## Système dedrive
Le drive décrit historiquement un processus de vente au cours duquel le client peut passer commande sans sortir de sa voiture. Popularisé par McDonald's au cours des années 1990, le concept du drive s'applique désormais à de nombreux restaurants et commerces.  Afin de faciliter ce système de vente à emporter, des services sont apparus comme Restaurant Drive ou Petit Drive qui permettent la mise en place d'un drive pour les restaurants et les petits commerces. La crise du Coronavirus et la fermeture forcée des petits commerces et des restaurants dès le 14 mars 2020 a accéléré la demande de produit à emporter chez les Français.